# 米罗斯拉夫·扬博尔
米罗斯拉夫·扬博尔（1979年3月8日—），斯洛伐克男子冬季两项、越野滑雪、自行车、乒乓球运动员。他曾代表斯洛伐克参加1994年、1996年、1998年、2002年、2008年、2012年和2016年残疾人奥林匹克运动会，获得三枚银牌和一枚铜牌。